# Schistochila undulatifolia
Schistochila undulatifolia là một loài rêu trong họ Schistochilaceae. Loài này được Piippo mô tả khoa học đầu tiên năm 1986.